# Герб Ромненского района
Герб Ромненского района Амурской области — визуальный отличительно-опознавательный знак данного района.

## Описание герба
«В зелёном поле над золотой особой частью, завершённой крестом о трёх верхних уширенных плечах — два стоящих сообращённых журавля естественных цветов (с золотыми клювами, чёрными спереди головами, горлами и хвостами той же финифти и червлёными (красными) маковками)».

## Обоснование символики
Герб Ромненского района языком символов и аллегорий отражает исторические и природные особенности района.
Золотая фигура, прорастающая крестом из основания герба, аллегорически напоминает историческую родину первых жителей района — Роменский уезд Полтавской губернии, в гербе которого изображён золотой крест, а также подчёркивает преемственность поколений местных жителей, их устремлённость вперёд, в будущее. Золото — символ богатства, стабильности, уважения и интеллекта.
Расположен Ромненский район на Востоке Зейско-Буреинской равнины. Основное богатство края — его природа. На территории района находятся значительные лесные массивы, в которых обитают многочисленные виды животных и птиц. В зоне хвойно-широколиственных лесов в 1967 г. был создан Ташинский заказник по воспроизводству диких животных и птиц. В нём живут занесённые в Красную книгу аист дальневосточный, беркут, журавль японский, лебедь кликун, мандаринка, орлан-белохвост. В районе расположены ещё два памятника природы — Ромненское и Советское лесничества. Окружающая среда района отражена в гербе фигурами двух журавлей и зелёным цветом — символом здоровья, жизненного роста, плодородия и экологии. Зелёный цвет в гербе района также символизирует основную отрасль экономики района — сельское хозяйство.
Серебро — символ чистоты, совершенства, мира и взаимопонимания.
Красный цвет — символ труда, мужества, силы, красоты.
Чёрный цвет — символ мудрости, скромности, вечности бытия.
Герб утвержден решением районного Совета народных депутатов от 4 июля 2006 года № 25/248 и внесен в Государственный геральдический регистр Российской Федерации под № 2556.